# Kiril Stremousov
Kiril Stremoúsov (en ruso: Кири́лл Стремоу́сов; en ucraniano: Кири́ло Стремоу́сов) (Gólmovski, Óblast de Donetsk, RSS de Ucrania, Unión Soviética, 26 de diciembre de 1976-9 de noviembre de 2022) fue un político y bloguero ucraniano que ejercía como jefe adjunto de la Administración Cívico-Militar de Jersón, una administración colaboracionista en el territorio del Óblast de Jersón en Ucrania desde el 26 de abril de 2022. La policía ucraniana lo buscaba por traición.

## Biografía
Stremousov nació el 26 de diciembre de 1976 en Gólmovski, Óblast de Donetsk, República Socialista Soviética de Ucrania, Unión Soviética. Se graduó en la Academia de Economía Nacional de Ternopil. Fue propietario de una empresa de piensos para peces durante cinco años. Más tarde, Stremousov se convirtió en jefe de la Inspección Genética de Peces. En 2007 se le otorgó un cargo directivo en el Comité de Pesca de Kiev. Poco después dimitió y se marchó a Jersón.
Tras su llegada a Jersón, Stremousov fundó la ONG «Tavria News» y se fue de viaje a América. A su regreso de América dirigió seminarios sobre un enfoque místico de un estilo de vida saludable y se convirtió en seguidor de una teoría conspirativa denominada Concepción de la Seguridad Social. En 2013, Stremousov fue uno de los organizadores de las «carreras rusas», que debían mostrar a Jersón la «fuerza del espíritu ruso». En diciembre de 2013 fundó la organización «Por el Presidente», que prestó apoyo explícito al presidente Víktor Yanukóvich.
En enero de 2016 cofundó el Centro Ucraniano para la Autodefensa Ambiental.
El 8 de octubre de 2018 fue nombrado jefe de la rama regional de Jersón del Partido Socialista de Ucrania.
El 18 de enero de 2019 formó parte de un grupo que disparó contra el periódico Novy Den en Jersón. Por esto fue acusado de vandalismo.
En enero de 2019 fue expulsado de las filas del Partido Socialista de Ucrania. En las elecciones parlamentarias ucranianas de 2019 fue candidato independiente en la circunscripción 82, recibiendo el 1,74% de los votos.
Durante la pandemia de COVID-19, Stremousov empezó a promover creencias antivacunas y teorías conspirativas. En sus vídeos acusaba a las autoridades de propagar el COVID-19, hablaba de «biolaboratorios estadounidenses en Ucrania» e instaba a los residentes a no llevar máscaras y a no respetar las restricciones.
El 18 de junio de 2020 atacó al periodista Dmytro Bagnenko y se vio implicado en una causa penal en virtud del artículo sobre obstrucción del trabajo del periodista. En agosto de 2020, el SBU llevó a cabo registros en las propiedades de Stremousov en el marco de un procedimiento penal para desenmascarar al FSB ruso.
En las elecciones locales de 2020 se presentó sin éxito al puesto de alcalde de Jersón como candidato independiente. Se convirtió en miembro del partido Derzhava en 2021.

### Invasión rusa en Ucrania
Tras la invasión rusa en Ucrania en 2022 y la ocupación del Óblast de Jersón, Stremousov adoptó una posición prorrusa. El 16 de marzo de 2022, Stremousov y otros activistas prorrusos locales celebraron una reunión del Comité de Salvación por la Paz y el Orden, organismo colaboracionista, en el edificio de la Administración Regional de Jersón. El 17 de marzo de 2022, el Gobierno ucraniano acusó a Stremousov de traición por su papel en esta reunión y abrió un proceso penal en su contra.
El 26 de abril de 2022, Stremousov fue nombrado jefe adjunto de la Administración Militar-Civil de Jersón. En un indicio de una separación prevista de Ucrania, el 28 de abril Stremousov anunció que a partir de mayo la región cambiaría su moneda al rublo ruso. Además, citando informes no identificados que alegan discriminación contra los hablantes de ruso, Stremousov dijo que «reintegrar la región de Jersón a una Ucrania nazi está fuera de discusión». El 11 de mayo de 2022, Kiril Stremousov anunció su disposición a dirigirse al presidente Vladímir Putin con una solicitud para que el óblast de Jersón se uniera a la Federación Rusa, y señaló que no habría creación de la «República Popular de Jersón» ni referéndums sobre este asunto. Después de este anuncio comenzaron a aparecer folletos en Jersón que ofrecían una recompensa de 500.000 ₴ por el asesinato de Stremousov.
El 30 de mayo habló sobre la exportación de grano de Jersón a Rusia: «Tenemos espacio para almacenar (la nueva cosecha) aunque aquí tenemos mucho grano. La gente ahora lo está sacando parcialmente, habiendo acordado con quienes lo compran del lado ruso». Stremousov también trabajó en la venta de semillas de girasol.
El 3 de junio de 2022, Stremousov fue sancionado por la Unión Europea por brindar apoyo y promover políticas que socavan la integridad territorial, la soberanía y la independencia de Ucrania.
Durante la contraofensiva de las fuerzas ucranianas en la región de Jersón que inició el 29 de agosto de 2022, Stremousov indicó en un mensaje grabado que «Rusia está en Jersón para siempre». Sin embargo, un análisis indica que el video que muestra puntos de referencia en el fondo que identifican que Stremousov estaba en el Hotel Marriott en 38 Revolyutsii Avenue, Vorónezh, una ciudad en el suroeste de Rusia. Se interpreta que esto se debe a que posiblemente había huido. Cuando se le preguntó por su ubicación, Stremousov dijo que estaba «viajando por las ciudades rusas, reuniéndose con diferentes personas por trabajo».
El 6 de octubre, en un video publicado en su cuenta en Telegram, Stremousov criticó a los oficiales militares rusos por las perdidas ante las fuerzas ucranianas e indicó, que había personas que piensan que el ministro de Defensa «debería pegarse un tiro».

### Fallecimiento
Stremousov falleció el 9 de noviembre de 2022, a la edad de 45 años, luego de que sufriera un accidente automovilístico entre las ciudades de Jersón y Armiansk. Valeria Petrusevich, directora de la Organización de Voluntarios de Crimea, anunció la noticia en Telegram, a pesar de que el gobernador de Jersón, Volodímir Saldo, había declarado previamente que Stremousov había sido asesinado. El 11 de noviembre, Stremousov fue enterrado en Simferópol, República de Crimea.
A raíz de su muerte, Vladímir Putin condecoró a Stremousov con la Orden del Coraje de forma póstuma. Así mismo, la administración prorrusa del Óblast de Jersón prometió renombrar una calle y levantar una estatua para conmemorar su vida.